# Het kristallen kasteel
Het kristallen kasteel is het tweehonderdvijftiende stripverhaal uit de reeks van Suske en Wiske. Het scenario is van Paul Geerts en de tekeningen zijn van Marc Verhaegen. 
Het is gepubliceerd in De Standaard en Het Nieuwsblad van 27 mei 1992 tot en met 18 september 1992. De eerste albumuitgave was in november 1992, met albumnummer 234.

## Locaties
- België, de Ardennen, Han-sur-Lesse, camping, de Lesse (rivier), safaripark, Relais du Parc (restaurant), de grotten van Han, station van de Tram van Han

## Personages
- Suske, Wiske, tante Sidonia, Lambik, Jerom, Pépé Crochet (kasteelheer van Wateran), vrouw van camping, man, Leliebel (boselfje), Jean-Marie Francois de Nutons (Bjoetie), Moe en Va, Mathilde, de Kristalridder, de Nutons, vleermuizen, draak

## Het verhaal
De vrienden houden vakantie in Han-sur-Lesse. Suske, Wiske en Lambik kanoën. Lambik ziet een schim in het water als hij uit de kano valt. Een lokale bewoner zegt dat Lambik Pépé Crochet heeft gezien. 
De vrienden maken een uitstapje in het safaripark. Suske wordt afgeleid door een boselfje en is even later verdwenen, de anderen vinden hem niet. ’s Avonds gaat Wiske opnieuw op zoek en ze ziet tot haar afgunst Suske samen met het elfje Leliebel. 
Als ze de volgende dag boodschappen moet halen, zijn alle benodigdheden al gebracht. Wiske vindt er ook een briefje bij. De afwas is ook al gedaan. Wiske vindt opnieuw een briefje, waarin haar nu gevraagd wordt om naar de rivier te komen. Als ze erheen gaat ontmoet ze de dwerg Jean-Marie Francois de Nutons ("Bjoetie"). Hij vertelt dat de bevolking hen voedsel en werk brengt en ’s nachts klaren ze de klus. Wiske wordt door Bjoetie meegenomen naar het dorp van de dwergen. Als ze daar hoort dat er wordt verwacht dat ze trouwt met Bjoetie, vlucht ze weer uit het dorp. 
Als Sidonia bij de rivier zit te lezen, duikt er ineens een man op uit het water. Dit moet dezelfde persoon zijn die Lambik eerder zag tijdens het kanoën. De man vertelt dat hij Pépé Crochet is en als afschrikmiddel voor kleine kinderen wordt gebruikt, ze zijn door de verhalen over hem bang voor het water en blijven uit de buurt. Hij vertelt dat hij in werkelijkheid kasteelheer van Wateran is en zijn geliefde Mathilde zoekt; zij is eeuwen geleden ontvoerd door de kristalridder. Pépé werd daarbij tot een vis omgetoverd. Hij wordt slechts eenmaal per jaar weer menselijk en zoekt dan zijn Mathilde. Omdat hij intussen ook al oud is, is dit zijn laatste kans om haar te vinden. Pépé Crochet smeekt Sidonia om hulp voordat hij weer verdwijnt.
Suske en Wiske zien Sidonia ’s nachts met speleologenkostuum stiekem uit de caravan vertrekken. Ze volgen haar, maar worden tegengehouden door de Nutons; het uur van de kristalridder zal aanbreken. De twee kinderen worden vastgebonden aan een boom en bewaakt door Bjoetie. Uiteindelijk worden ze weer bevrijd door Leliebel. Ze gaan weer naar de caravan om Lambik en Jerom te waarschuwen. Ze komen onderweg Pépé Crochet tegen, die vertelt waarom tante Sidonia de grot is ingegaan. Als ze Pépés verhaal horen, beloven ze ook te zullen helpen. 
Tante Sidonia wordt door de vleermuismannen naar een kristallen kasteel gebracht en ontmoet daar de kristalridder. Lambik bestuurt intussen de tram van Han en de vrienden gaan ook richting de grot. Jerom kan de situatie redden als de tram ontspoort. De kristalridder vecht met Pépé in de bossen als de tram arriveert. De kristalridder slaat een boom om en de tram ontspoort opnieuw. Suske en Wiske komen aan in de grotten, ze zien de vleermuismannen en het kristallen kasteel. Ze treffen hier ook tante Sidonia en Mathilde aan en ze proberen te ontsnappen. De kristalridder houdt hen echter tegen en sluit de grot af met een grote steen. Er verschijnt een groene draak die de bewaker is van de kristalridder. Jerom rekent af met dit dier. Lambik en Pépé komen nu ook aan in de grot. Pépé heeft nu ook zijn jonge uiterlijk terug. Pépé en de kristalridder kruisen vervolgens weer rechtstreeks de degens. Pépé wint uiteindelijk en spaart het leven van zijn tegenstander. Jerom laat de kristalridder beloven dat hij voorgoed uit de grotten vertrekt. De kristalridder vaart samen met zijn vleermuismannen weg op een opblaasboot.
De twee geliefden Pépé en Mathilde blijven in het kasteel wonen, hoewel daarnaast ook de legende van Pépé Crochet zal blijven bestaan. Dan zijn ook de Nutons ter plekke, ze zullen het kasteel mee helpen onderhouden. De vrienden gaan weer terug naar de camping en genieten nog even van hun vakantie.

## Achtergronden bij het verhaal
- Bjoetie is een woordspeling op "beauty", Engels voor "schoonheid".
- Jean-Marie Francois de Nutons, alias "Bjoetie", lijkt sterk op de dwerg Dopey uit Disney's versie van Sneeuwwitje en de zeven dwergen.
- Er zit een continuïteitsfout in het verhaal. Een beer in de dierentuin blijkt Suskes schoen in zijn bek te hebben, waarna Wiske denkt dat Suske is opgegeten. Enkele prentjes later, wanneer Wiske Suske terug levend en wel tegenkomt, heeft hij gewoon weer twee schoenen aan.